# ادوارد جی. گرنی
ادوارد جی. گرنی (به انگلیسی: Edward John Gurney) سناتور سابق عضو حزب جمهوری‌خواه ایالات متحده آمریکا بود. وی در سال ۱۹۶۹ تا ۱۹۷۴ میلادی سناتور ایالت فلوریدا در سنای ایالات متحده آمریکا بود.